# 엄진일
엄진일(嚴鎭一, 1809년 ~ 1888년 6월 11일)은 조선 후기의 무신, 군인이다. 창덕장, 동지 등을 거쳐 창덕궁위장을 역임했다. 고종의 계비 순헌황귀비의 큰아버지이며, 엄준원의 생부가 된다. 영친왕의 외종조부이며 민원식의 처종조부가 된다. 자는 덕수(德秀), 본관은 영월(寧越).
조선왕조실록에는 기사가 나타나지 않으나, 승정원일기에 간략한 행적이 나타난다. 창덕궁장, 동지중추부사, 창덕궁위장 등을 역임했고, 1906년 증 내부협판에 추증됐다. 경기도 고양 출신

## 생애
경기도 고양군 하도면 용두리(후일의 경기도 고양시 덕양구 용두동) 출신으로, 증조부는 엄계승, 할아버지는 통덕랑을 지내고 사후 증 승정원좌승지에 추증된 엄성복이며, 아버지는 장사랑을 지내고 사후 증 호조참판과 증 의정부찬정에 추증된 엄재우(嚴載祐)이고, 어머니는 곡산연씨(谷山延氏)로 호군 연동흠(延東欽)의 딸이다. 영조 때의 서예가이자 명필이던 만향재 엄한명(晩香齋 嚴漢明)의 4대손이다. 엄한명은 양무원종공신으로 가선대부 경덕장을 역임했다. 5대조는 증 좌윤 겸 총관에 추증된 엄의길(嚴義吉)이다. 고양시 용두동에는 그의 아버지, 할아버지, 증조부의 묘소가 있다. 또한 고조부 엄의길과 종증조부 엄한구 일가의 묘소는 불광동 사장동부락에 있다.
엄진오(嚴鎭五), 순헌황귀비의 친정아버지가 되는 엄진삼(嚴鎭三) 등은 그의 친 동생이었다. 엄귀비의 친정아버지인, 그의 동생 엄진삼은 후일 딸 엄귀비가 입궐한 후 정헌대부 대호군 등을 역임했다. 일설에는 그의 동생 엄진삼은 종로 육전거리에서 장사를 했다 한다. 그의 큰아버지인 엄재화는 엄주익의 증조부가 된다. 아버지 엄재우에게 추증된 증 호조참판 벼슬은 엄진일이 출세하여 내려진 증직이었다. 아버지 엄재우는 후일 1901년(광무 4년) 11월 그의 손자이자 엄진일의 조카 엄준원이 한성부 판윤에 오르면서 다시 증 의정부찬정직이 추가로 가증되었다.
할아버지 엄성복(嚴性復)은 평안도감영 서리, 예조 서리(書吏)를 역임했다.
그의 초기 행적은 알려진 것이 없다. 조선왕조실록에는 기사가 나타나지 않으나, 승정원일기에 간략한 행적이 나타난다. 1869년(고종 6년) 6월 13일 창덕장(昌德將)에 임명되고, 같은 해 6월 24일 동지중추부사에 임명되었다. 그해 12월 21일 다시 동지중추부사에 임명되었다. 1870년(고종 7년) 창덕궁위장(昌德宮衛將)에 임명되었으며, 그해 3월10일 병으로 직무를 수행할수 없어, 정장을 올리고 사직하였다. 1888년(고종 25) 6월 11일에 사망했다. 묘소는 이태원 서쪽 간좌(艮坐)에 있었다 하나 위치가 실전되었다. 부인 양천허씨의 묘소는 경기도 양주군 서산 궁동(宮洞)에 있다.
1906년(광무 9년) 3월 12일 혹은 4월 5일 아들 엄충원(嚴忠源)이 시종원부경에 임명되면서, 그는 특별히 증 내부협판에 추증되었다.

## 가족 관계
영친왕은 그의 외종손이 된다. 엄주익은 그의 친 사촌의 손자가 된다.
- 증조부 : 엄계승(嚴啓昇, 1720년 ~ 1815년)
- 할아버지 : 엄성복(嚴性復, 1743년 ~ 1792년 6월 18일)
- 할머니 : 안동김씨(? ~ ?), 김치윤(金致潤)의 딸
  - 큰아버지 : 엄재화(嚴載和)
    - 사촌 : 엄진필(嚴鎭弼), 엄주익의 양조부
    - 사촌 : 엄진국(嚴鎭國), 엄주익의 생조부
- 아버지 : 엄재우(嚴載祐, 1782년 ~ ?년 1월 17일)
- 어머니 :  곡산 연씨(谷山延氏, ? ~ 1881년 8월 19일), 연동흠(延東欽)의 딸
  - 동생 : 엄진삼(嚴鎭三, 1812년 10월 9일 ~ 1879년 7월 28일)
  - 제수 : 밀양박씨(1824년 ~ 1895년 7월 22일)
    - 조카 : 엄봉원(嚴鳳源), 요절
    - 질부 : 남양홍씨
    - 조카 : 엄학원(嚴鶴源), 요절
    - 질부 : 밀양박씨
    - 조카 딸 : 순헌황귀비 엄씨(純獻皇貴妃 嚴氏, 1854년 2월 2일/음력 1월 5일 ~ 1911년 7월 20일)

  - 동생 : 엄진오(嚴鎭五, 1816년 ~ 1860년 7월 26일)
- 부인 : 양천 허씨(1825년(?) ~ 1914년 6월 21일), 허복(許復)의 딸
  - 아들 : 엄충원(嚴忠源)
  - 아들 : 엄준원(嚴俊源, 1855년 음력 3월 26일 ~ 1938년 양력 2월 13일)
  - 사위 : 방인숙(方寅淑)
  - 사위 : 김진택(金鎭澤)
  - 사위 : 이기범(李基範)
- 외할아버지 : 연동흠(延東欽)
- 재종손 : 엄주익(嚴柱益, 1872년 6월 26일 ~ 1931년)

## 같이 보기
| - 창덕궁 - 순헌황귀비 - 영친왕 - 엄주명 - 엄주익 - 민원식 | - 엄진삼 - 엄경섭 - 엄정섭 - 이방자 |

## 참고 자료
- 《승정원일기》